# Pędzel kuchenny

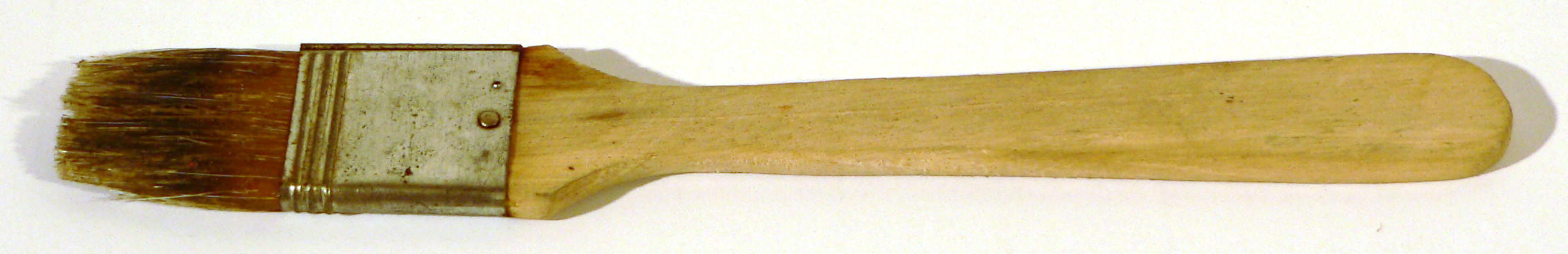
Pędzel kuchenny

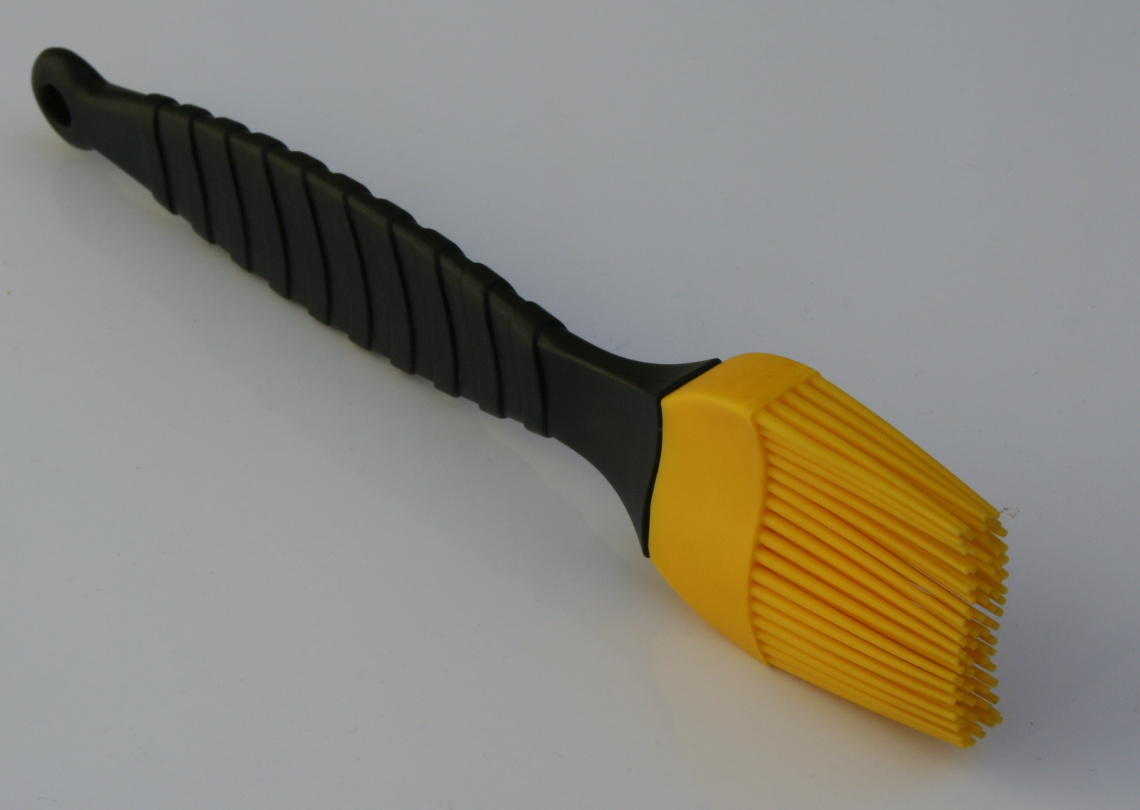
Pędzel kuchenny silikonowy

Pędzel kuchenny (pędzelek kuchenny, pędzel do ciast) – rodzaj pędzla używanego w kuchni podczas przygotowywania wypieków lub smarowania blaszki do pieczenia tłuszczem, udekorowania ciasta kremem itp.
Ze względu na użyty materiał rozróżnia się pędzle silikonowe lub pędzelki drewniane z naturalnym włosiem.